# Amazonas (programa de televisión)
Amazonas, con su lema Famosos perdidos en la selva fue un reality show creado por Chilevisión, primer programa de su tipo en el canal. Esta producción planteó que 10 participantes deberán sobrevivir en la selva del Perú, y que por consiguiente debían adaptarse a las condiciones en que viven los indígenas del pueblo bora, ya que junto a ellos deberían pasar 35 días; entre otras cosas, esto incluía cazar animales y comer platos exóticos. El programa se estrenó el día martes 17 de julio de 2012 bajo la conducción de Cristián Sánchez. Las filmaciones se realizarían desde Iquitos en Perú. Su tema principal lleva por título "En el Amazonas" y es interpretado por el cantante chileno Rigeo.
Luego de varios días de rumores en la televisión y en los medios, el 26 de julio de 2012 (a una semana de estrenado el programa) se revela por la prensa chilena que el argumento presentado por el reality es un engaño y que en realidad las filmaciones de Chilevisión se realizan en un complejo turístico ubicado a 30 km de la ciudad de Iquitos (y no en las ubicaciones de la selva peruana pertenecientes a la tribu bora, sino un poco más lejos), en donde los participantes residen y tienen todas las comodidades que plantean no tener en la producción, incluyendo agua caliente, electricidad, televisión, internet, entre otros. Se informó que los supuestos integrantes del pueblo bora mostrados en el programa eran en verdad actores.
El engaño se descubrió y salió a la luz de la prensa principalmente por el descubrimiento de la cuenta de Facebook de un supuesto integrante de la tribu que tiene fotos en las que sale presentando objetos que en el pueblo bora naturalmente no poseen y disponiendo de los servicios anteriormente mencionados. Además, el actor menciona en su cuenta que domina el español peruano y el inglés estadounidense, opuesto a la presunción del programa cuando señaló que los indígenas apenas saben escribir.

## Argumento

Distrito de Iquitos en donde se filma el programa.

El reality show estuvo ambientado en Iquitos, en la Amazonia peruana. Alrededor de diez personas deberán convivir con gente del pueblo bora. Los concursantes deben superar pruebas para obtener recompensas (comida e higiene, entre otros) y para evitar ser eliminados.
Durante el programa los concursantes serán divididos al inicio en tribus o grupos con igualdad numérica de concursantes, quienes conviven en diferentes campamentos hasta llegar la "fusión" en las que al reducirse considerablemente el número de concursantes por votaciones directas de cada tribu, los participantes restantes se unen en un solo campamento en un "todos contra todos" para llegar por medio de eliminaciones a la final.

## Producción
El programa se estrenó el 17 de julio de 2012 por Chilevisión. El centro de operaciones del programa está a un día de Santiago y, como estrategia, Chilevisión no reveló el lugar para mantener el carácter de aislados. Para realizar el reality Carlos Valencia se inspiró tanto en documentales como en el famoso reality de Estados Unidos Survivor.[cita requerida]
Las filmaciones eran transmitidas por televisión con diez días de desfase. Iquitos, en Perú, era el lugar que alojaba al búnker donde se hospedaban los participantes, y donde se realizaban las grabaciones cotidianas. El recinto cuenta con amplios terrenos en los que se incluye las chozas de la tribu, etc.

### Casting
El casting para definir a los diez integrantes famosos de la experiencia comenzó en la semana del 1 de mayo de 2012. Los primeros famosos confirmados para este proyecto fueron Francisco Huaiquipán, Sandra Bustamante, Pablo Schilling, Constanza Varela (Tanza) y Anita Alvarado. Cabe mencionar que durante unas semanas se había dicho que Anita Alvarado habría renunciado del reality debido al poco sueldo que iba a recibir, además se decía que el abogado de Anita Alvarado, Aldo Duque iba a ingresar al reality pero luego de unas semanas se rechazó la posibilidad. El 24 de junio de 2012 se confirmó el grupo completo de 10 integrantes del reality show.

### Promoción
Los 10 participantes grabaron imágenes promocionales vestidos como boras y mostrando imágenes de la selva amazónica.

## Equipo del programa
- Presentadores: Cristián Sánchez lidera las competencias por equipo, consejos y duelos.
- Constructor de las pruebas: Pangal Andrade. Ganador del reality Año 0.[12]
- Guía de las expediciones: Luis Andaur. Exanimador del programa Annimales.

## Participantes
| Participante | Participante                                           | Edad | Resultado actual                       | Resultado anterior                    | Estadía |
| ------------ | ------------------------------------------------------ | ---- | -------------------------------------- | ------------------------------------- | ------- |
|              | Claudio Valdivia Futbolista y exchico Calle 7.         | 25   | Ganador de Amazonas                    |                                       | 20 días |
|              | Carla Cáceres Bailarina y exchica Yingo.               | 20   | 2.º Lugar de Amazonas                  | Cuartofinalista Eliminada de Amazonas | 37 días |
|              | Angélica Sepúlveda Profesora de lenguaje.              | 31   | 3.er Lugar Compartido de Amazonas      |                                       | 7 días  |
|              | Francisco Huaiquipán Futbolista retirado.              | 33   | 3.er Lugar Compartido de Amazonas      | Cuartofinalista Eliminado de Amazonas | 37 días |
|              | Nelson Mauricio Pacheco Opinólogo y bailarín           | 25   | Cuartofinalista Eliminado de Amazonas  |                                       | 7 días  |
|              | Sandra Bustamante Modelo, bailarina y exchica Calle 7. | 31   | Cuartofinalista Eliminada de Amazonas  |                                       | 36 días |
|              | Rosemarie Segura Modelo, bailarina y exchica Mekano.   | 26   | 4.ª eliminada En duelo de resistencia  |                                       | 12 días |
|              | Nicolás Yunge Estudiante y exintegrante de Perla.      | 19   | 3.er eliminado En duelo de resistencia | 1.er eliminado En duelo de destreza   | 32 días |
|              | Anita Alvarado Empresaria y actriz.                    | 39   | Expulsada Por transgredir reglas       |                                       | 32 días |
|              | Constanza Varela Actriz, ex chica reality y opinóloga. | 21   | Abandona Por motivos personales        | Abandona Por motivos personales       | 22 días |
|              | Carlos Ripetti Suboficial retirado de Carabineros.     | 50   | Abandona Por lesión                    |                                       | 29 días |
|              | Pablo Schilling Modelo y atleta.                       | 28   | Expulsado Por transgredir reglas       |                                       | 28 días |
|              | Clarisse Lima Modelo y profesora de educación física.  | 25   | 2.ª eliminada En duelo de equilibrio   |                                       | 26 días |
|              | Juan de Dios Eyheramendy Modelo.                       | 36   | Abandona Por motivos de salud          |                                       | 5 días  |

1. ↑  Claudio ingresa el día 16.
2. 1 2  Angélica y Nelson ingresan el día 29.
3. ↑  Rosemarie ingresa el día 24.
4. ↑  Después de haber sido eliminado el día 10, Nicolás reingresa el día 14, en reemplazo de Juan de Dios.
5. ↑  Después de haber abandonado el día 19, Constanza reingresa el día 29.

- Semana 1 - 3:

     Participante del equipo Pirañas.
     Participante del equipo Anacondas.
     Participante sin equipo definido.
- Semana 4:

     Participante en competencia individual.
- Final:

     Participante mujer.
     Participante hombre.

### Participantes en competencias anteriores
| Angélica Sepúlveda      | Granjeras 1810 Fiebre de baile II Yingo Mundos opuestos | 2005 2009 2012                                   | Ganadora 3.er Lugar 1.ª Eliminada Sin Competencia Semifinalista eliminada                                 |
| Anita Alvarado          | Fiebre de baile V | 2012                                             | 9.ª eliminada                                                                                             |
| Carla Cáceres           | La muralla infernal Yingo: El gran desafío Yingo: Las Estrellas del Futuro Yingo: Las Estrellas del futuro "Renovación" Yingo: Guerra de los sexos (Primera Temporada) Yingo: Guerra de los sexos (Segunda Temporada) Yingo: Guerra de los sexos (Tercera Temporada) Yingo: Vuelve al colegio | 2009 2010 2011 2012                              | Desconocido 2.ª eliminada Cancelado Posible Ganadora Perdedora Posible Ganadora 2.ª eliminada / Cancelado |
| Claudio Valdivia        | Año 0 Calle 7 (séptima temporada) Fiebre de baile V Calle 7 (octava temporada) Calle 7 (novena temporada) | 2011 2012                                        | Semifinalista 7.º eliminado Semifinalista 2.º lugar 11.er eliminado                                       |
| Constanza Varela        | Año 0 Fiebre de baile V | 2011 2012                                        | 18.ª eliminada 5.ª eliminada                                                                              |
| Francisco Huaiquipán    | Mundos Opuestos | 2012                                             | Abandonó                                                                                                  |
| Nelson Mauricio Pacheco | Rojo Primera Generación Gran Rojo Primera Temporada Mekano Academia de opinólogos Calle 7 (primera temporada) Batalla de los programas juveniles de Yingo Fiebre de baile IV Calle 7 (sexta temporada) Un minuto para ganar (Verano 2012) Mi nombre es... VIP                                 | 2002 - 2003 2003 - 2004 2007 2009 2010 2011 2012 | 4.º Lugar Eliminado Desconocido Ganador 4.º Lugar 3.er Lugar 4.º Eliminado Retirado Eliminado             |
| Nicolás Yunge           | Tu cara me suena | 2012                                             | Eliminado repechaje                                                                                       |
| Pablo Schilling         | La granja VIP El baile en TVN II Fiebre de Baile Especial (Primera Temporada) Pelotón III Fiebre de Baile III | 2005 2007 2009 2010                              | 9.º eliminado 3.er eliminado 6.º eliminado 18.º eliminado 10.º eliminado                                  |
| Rosemarie Segura        | Mekano Calle 7 (tercera pretemporada) Batalla de los programas juveniles de Yingo Pelotón V | 2006 2010                                        | Desconocido Sin competencia 1.ª eliminada 12.ª eliminada                                                  |
| Sandra Bustamante       | Calle 7 (segunda temporada) Calle 7 (tercera temporada) Calle 7 (novena temporada) | 2009 2010 2012                                   | 6.ª eliminada 1.ª eliminada Retirada                                                                      |

## Conformación de equipos
| Semana:         | 1                    | 1                 | 2                 | 2                    | 3                    | 3                 |
| --------------- | -------------------- | ----------------- | ----------------- | -------------------- | -------------------- | ----------------- |
| Equipos:        | Anacondas            | Pirañas           | Anacondas         | Pirañas              | Anacondas            | Pirañas           |
| Integrantes:    | Carla Cáceres        | Sandra Bustamante | Sandra Bustamante | Carla Cáceres        | Francisco Huaiquipán | Carla Cáceres     |
| Integrantes:    | Francisco Huaiquipán | Anita Alvarado    | Constanza Varela  | Francisco Huaiquipán | Nicolás Yunge        | Claudio Valdivia  |
| Integrantes:    | Nicolás Yunge        | Constanza Varela  | Pablo Schilling   | Anita Alvarado       | Anita Alvarado       | Sandra Bustamante |
| Integrantes:    | Clarisse Lima        | Carlos Ripetti    | Clarisse Lima     | Carlos Ripetti       | Pablo Schilling      | Carlos Ripetti    |
| Integrantes:    | Juan de Dios         | Pablo Schilling   |                   |                      | Clarisse Lima        |                   |
| Equipo ganador: | Pirañas              | Pirañas           | Pirañas           | Pirañas              | Pirañas              | Pirañas           |

## Resultados Generales
| Claudio   |           | Ingresa  | Gana      | Salvado   | Gana      | Gana          | Ganador       |  |  |  |
| Carla     | Salvada   | Gana     | Gana      | Nominada  | Eliminada | Gana          | 2.° Finalista |  |  |  |
| Angélica  |           |          |           | Salvada   | Gana      | 3.° Finalista |               |  |  |  |
| Francisco | Salvado   | Gana     | Salvado   | Salvado   | Eliminado | 3.° Finalista |               |  |  |  |
| Nelson    |           |          |           | Salvado   | Eliminado |               |               |  |  |  |
| Sandra    | Gana      | Salvada  | Gana      | Salvada   | Eliminada |               |               |  |  |  |
| Rosemarie |           |          | —         | Eliminada |           |               |               |  |  |  |
| Nicolás   | Eliminado | —        | Salvado   | Eliminado |           |               |               |  |  |  |
| Anita     | Gana      | Gana     | Salvada   | Expulsada |           |               |               |  |  |  |
| Constanza | Gana      | Abandona |           | Abandona  |           |               |               |  |  |  |
| Carlos    | Gana      | Gana     | Gana      | Abandona  |           |               |               |  |  |  |
| Pablo     | Gana      | Salvado  | Nominado  | Expulsado |           |               |               |  |  |  |
| Clarisse  | Nominada  | Nominada | Eliminada |           |           |               |               |  |  |  |
| Juan      | Abandona  |          |           |           |           |               |               |  |  |  |

1. ↑  El participante ingresa a la competencia, pero: no alcanza a competir en equipos, ni gana la inmunidad.

     El participante gana junto a su equipo la semana y es salvado.
     El participante pierde junto a su equipo la semana, pero no es nominado.
     El participante pierde junto a su equipo la semana y es nominado por sus compañeros en el "Consejo Bora".
     El participante pierde junto a su equipo la semana y es nominado por el primer duelista.
     El participante es nominado, pierde el duelo de eliminación y posteriormente es eliminado de la competencia.
     El participante abandona la competencia.
     El participante es expulsado de la competencia.
Individuales (Semana 4)
     El participante pierde la competencia por géneros, pero no es nominado.
     El participante queda en el último lugar de la competencia por géneros y es nominado.
     El participante es nominado por sus compañeros en el "Consejo Bora".
     El participante es nominado, pierde el duelo de eliminación y posteriormente es eliminado de la competencia.

## Votos del «Consejo Bora»

### Competencia por equipos e individual
Cada semana se llevaba a cabo un consejo de eliminación en el que todos los participantes votaban a un integrante del equipo perdedor. Posteriormente el primer duelista debía elegir con quien quería ir a eliminación.
| Equipo ganador:     | Pirañas           | Pirañas              | Pirañas             | Sin ganador       |  |  |  |  |
| Angélica            |                   |                      |                     | Carla             |  |  |  |  |
| Carla               | Clarisse          | Constanza            | Clarisse            | Angélica          |  |  |  |  |
| Claudio             |                   | Constanza            | Pablo               | Nelson            |  |  |  |  |
| Francisco           | Nicolás           | Constanza            | Clarisse            | Carla             |  |  |  |  |
| Nelson              |                   |                      |                     | Carla             |  |  |  |  |
| Sandra              | Nicolás           | Constanza            | Pablo               | Carla             |  |  |  |  |
| Rosemarie           |                   |                      | Clarisse            | Angélica          |  |  |  |  |
| Nicolás             | Francisco         | Constanza            | Clarisse            | Carla             |  |  |  |  |
| Anita               | Nicolás           | Constanza            | Clarisse            | [ n 2 ]           |  |  |  |  |
| Constanza           | Nicolás           | Sandra               |                     | [ n 3 ]           |  |  |  |  |
| Carlos              | Nicolás           | Constanza            | Pablo               | [ n 4 ]           |  |  |  |  |
| Pablo               | Nicolás           | Constanza            | Clarisse            | [ n 5 ]           |  |  |  |  |
| Clarisse            | Carla             | Constanza            | Pablo               |                   |  |  |  |  |
| Juan                | [ n 6 ]           |                      |                     |                   |  |  |  |  |
| Nominado Consejo:   | Nicolás 6/9 votos | Constanza 9/10 votos | Clarisse 6/10 votos | Carla 5/8 votos   |  |  |  |  |
| Nominado Duelista:  | Clarisse          | Clarisse             | Pablo               | Sin nominado      |  |  |  |  |
| Nominado Perdedor:  | Sin nominados     | Sin nominados        | Sin nominados       | Nicolás           |  |  |  |  |
| Nominado Perdedora: | Sin nominados     | Sin nominados        | Sin nominados       | Rosemarie         |  |  |  |  |
| Eliminado:          | Nicolás           | Constanza            | Clarisse            | Nicolás Rosemarie |  |  |  |  |

1. ↑  El duelo correspondía a Clarisse y Constanza, pero por decisión de esta última, Constanza decide abandonar la competencia y así suspendiendo el proceso de eliminación.
2. ↑  Anita es expulsada en la respectiva semana, horas/días antes de la competencia en equipos y nominación en la cual debía competir y votar.
3. ↑  Constanza abandona en la respectiva semana, horas/días antes de la competencia en equipos y nominación en la cual debía competir y votar.
4. ↑  Carlos abandona en la respectiva semana, horas/días antes de la competencia en equipos y nominación en la cual debía competir y votar.
5. ↑  Pablo es expulsado en la respectiva semana, horas/días antes de la competencia en equipos y nominación en la cual debía competir y votar.
6. ↑  Juan de Dios abandona en la respectiva semana, horas/días antes de la nominación en la cual debía votar.

## Competencias
"Amazonas"  se basa prácticamente en competencias en las cuales se prueba a los participantes en fuerza, velocidad, habilidad, equilibrio, etc. Para hacer pruebas de estas, se conforman dos equipos, identificados con un nombre, y se baten en competencias para no eliminar a uno de sus integrantes y permanecer en la "selva peruana".

### Equipos
| Semana | Equipo ganador | Equipo perdedor | Nominado consejo | Nominado duelista | Tipo de duelo | Eliminado |
| ------ | -------------- | --------------- | ---------------- | ----------------- | ------------- | --------- |
| 1      | Pirañas        | Anacondas       | Nicolás          | Clarisse          | Destreza      | Nicolás   |
| 2      | Pirañas        | Anacondas       | Constanza        | Clarisse          | Sin duelo     | Constanza |
| 3      | Pirañas        | Anacondas       | Clarisse         | Pablo             | Equilibrio    | Clarisse  |

### Competencia Individual
| Semana | Ganador | Ganadora | Nominado Perdedor | Nominada Perdedora | Nominado/a Consejo | Tipo de duelo | Eliminado/a         |
| ------ | ------- | -------- | ----------------- | ------------------ | ------------------ | ------------- | ------------------- |
| 4      | Claudio | Carla    | Nicolás           | Rosemarie          | Carla              | Resistencia   | Nicolás / Rosemarie |

### Semana 1
- Desafío por el Bienestar:  El objetivo de la competencia es liberar a un compañero que se encuentra prisionero en una jaula. Cada equipo deberá cruzar el río por un circuito compuesto por nado, canoa y equilibrio. Desde el otro lado del río deberán traer las estacas para escalar un tronco y poder acceder al mecanismo de liberación del prisionero. El primer equipo que consiga dejar en libertad al prisionero será el ganador de la competencia y además si el equipo chileno logra ganar tendrán un beneficio adicional que será de una ducha con agua fresca y Champú.
  - Equipo ganador: Clan Bora.
    - Competencia Masculina: Clan Bora.
    - Competencia Femenina: Clan Bora.

- Competencia en Equipos: El objetivo de la competencia es derribar el tótem con la bandera enemiga, para lograrlo cada equipo deberá pasar un circuito compuesto por trineo en altura, línea de rompimiento con machete, arrastre y por último derribar un muro. El primer equipo que derribe el tótem junto a la bandera enemiga será el ganador de la competencia.
  - Equipo ganador: Pirañas.

- Duelo de Eliminación: El objetivo de la competencia es conseguir el remo bora, para eso cada participante deberá escalar un árbol para tomar un mazo que se encuentra en la punta, luego tendrá que saltar al horizonte en busca de tres peldaños para poder formar una escalera que lo llevará hasta el remo bora. El primer duelista que logre llegar hasta el remo bora, será el vencedor.
  - Tipo de Duelo: Destreza.
    - Ganadora: Clarisse Lima.
    - Eliminado: Nicolás Yunge.

### Semana 2
- Desafío por el Bienestar:  El desafío consta en jugar un partido de fútbol en cuál se enfrentan los Boras versus los Chilenos, el partido dura 15 minutos por lado. El primer equipo que consiga la mayor cantidad de goles es el ganador y además si el equipo chileno logra ganar tendrán un beneficio adicional que será detergente y chocolates.
  - Equipo ganador: Equipo Chileno.

- Competencia en Equipos: El objetivo de la competencia es construir un puente entre dos árboles a 30 metros de alturas, para esto cada equipo debe trasladar la madera a través de un circuito de obstáculos, un integrante del equipo deberá armar este puente con la madera que recibe en la altura. El primer equipo en completar la operación será el ganador.
  - Equipo ganador: Pirañas.

- Duelo de Eliminación: Sin duelo.
  - Tipo de Duelo: Sin duelo.
    - Ganadora: Sin ganador/a.
    - Eliminada: Constanza Varela.

### Semana 3
- Desafío por el Bienestar:  El objetivo del juego es conseguir el remo Bora, para eso tendrán que cavar 6 túneles hasta llegar al final del trayecto, como condición los dos primeros túneles deberán ser cavados exclusivamente por las mujeres y los cuatro restantes pueden ser cavados por personas de cualquier sexo. El primer equipo que consiga terminar la prueba y obtener el remo Bora será el ganador y además si el equipo chileno logra ganar tendrán un beneficio adicional que será la visita del mejor chef de la zona.
  - Equipo ganador: Clan Bora.

- Competencia en Equipos: El objetivo de la prueba es izar la bandera del equipo para lograrlo cada grupo deberá construir una escalera trasladando los peldaños por un circuito de obstáculos, una vez que la escalera este construida el equipo deberá organizarse de la mejor manera para activar el mecanismo de contrapeso. El primer equipo que logre realizar la prueba es el ganador.
  - Equipo ganador: Pirañas.

- Duelo de Eliminación: El objetivo de la prueba es conseguir el remo bora, para lograrlo deberán atravesar un circuito de equilibrio, construir una escalera y atravesar un circuito aéreo. Por último deberán lanzarse al agua para lograr conseguir el remo bora.
  - Tipo de Duelo: Equilibrio.
    - Ganador: Pablo Schilling.
    - Eliminado: Clarisse Lima.

### Semana 4
- Desafío por el Bienestar: El objetivo de la prueba es rescatar desde una torre el remo Bora, para ello cada uno de los integrantes del equipo deberá cruzar al otro lado del río y traer consigo los peldaños que van a construir los 5 pisos de esta torre. Una vez que la torre este construida uno de los integrantes del equipo deberá subir la torre y rescatar el remo Bora. El equipo que realice la competencia es el menor tiempo posible es el ganador.
  - Equipo ganador: Clan Bora.

- Competencia individual: El objetivo de la prueba es transportar 3 remos Boras desde un extremo al otro de la laguna, para ello cada competidor se trasladará en una balsa hasta un circuito de estribos, de equilibrio y de troncos bajo el agua. El competidor que complete la prueba en el último lugar será el nominado.
  - Perdedora: Rosemarie Segura.
  - Perdedor: Nicolás Yunge.

- Duelo de Eliminación: El objetivo de la prueba es conseguir el remo Bora, para esto cada uno de los participantes deberá atravesar un circuito de arrastre, subir un puente colgante, atravesar un puente tivetano y construir una escalera, a esta la faltan los 3 últimos peldaños que llegan al remo Bora. El participante que logré conseguir en el menor tiempo el remo Bora, será el ganador.
  - Tipo de Duelo: Resistencia.
    - Ganador: Carla Cáceres.
    - Eliminado: Nicolás Yunge y Rosemarie Segura.

## Final
La semifinal se transmitió el día miércoles 12 de septiembre de 2012 y la gran final se realizó el día jueves 13 de septiembre de 2012, a las 22:30 horas, en el recinto Las Vizcachas, Santiago, Chile se transmitirán en directo y contará con la presencia y participación de la tribu Bora, el ganador obtendrá un premio monetario de $25.000.000.
| Cuartofinalistas | Cuartofinalistas        | Tipo de Competencia              | Semifinalistas       | Tipo de Duelo                   | Finalistas       | Tipo de Duelo        | Ganador/a        |
| ---------------- | ----------------------- | -------------------------------- | -------------------- | ------------------------------- | ---------------- | -------------------- | ---------------- |
| Mujeres          | Angélica Sepúlveda      | Fuerza, Equilibrio y Resistencia | Angélica Sepúlveda   | Fuerza, Habilidad y Resistencia |                  | Resistencia y Fuerza |                  |
| Mujeres          | Carla Cáceres           | Fuerza, Equilibrio y Resistencia | Carla Cáceres        | Fuerza, Habilidad y Resistencia | Carla Cáceres    | Resistencia y Fuerza |                  |
| Mujeres          | Sandra Bustamante       | Fuerza, Equilibrio y Resistencia |                      | Fuerza, Habilidad y Resistencia |                  | Resistencia y Fuerza |                  |
| Hombres          | Claudio Valdivia        | Fuerza, Equilibrio y Resistencia | Claudio Valdivia     | Fuerza, Habilidad y Resistencia | Claudio Valdivia | Resistencia y Fuerza | Claudio Valdivia |
| Hombres          | Francisco Huaiquipán    | Fuerza, Equilibrio y Resistencia | Francisco Huaiquipán | Fuerza, Habilidad y Resistencia |                  | Resistencia y Fuerza |                  |
| Hombres          | Nelson Mauricio Pacheco | Fuerza, Equilibrio y Resistencia |                      | Fuerza, Habilidad y Resistencia |                  | Resistencia y Fuerza |                  |

## Controversias
- El día 24 de julio de 2012, se reveló a través de los medios de prensa chilenos que este reality show estaría siendo grabado en un resort de turismo de lujo, con derecho a agua caliente, señal televisiva y a internet, baño privado e incluso camareros. Los animales supuestamente silvestres que han convivido con los concursantes, serían parte de una muestra de fauna domesticada del mismo sitio turístico; en cuanto a los supuestos indígenas estos serían realmente actores contratados para interpretar a indígenas de la tribu Bora.[15][16][17][18]
- El día 7 de agosto de 2012, se reveló la posible salida del aire del reality show debido a que la controversia en el país vecino nació ante el descontento manifestado por autoridades peruanas frente a la realización del programa que, según ellos, ha generado comentarios burlescos y discriminatorios hacia uno de sus pueblos originarios que ha participado en el programa: la tribu bora. Agencias internacionales incluso han dado a conocer que el presidente regional de Loreto, en Perú, Iván Vásquez, solicitó a los 38 integrantes del equipo del reality "Amazonas: famosos perdidos en la selva" que abandonen la ciudad de Iquitos, en donde se encuentran realizando grabaciones, por los comentarios surgidos en base al programa, los cuales consideró "una falta de respeto".[19][20] Por último Chilevisión emitió un comunicado de prensa aclarando la situación del reality Amazonas, luego que trascendiera que se terminaba el programa por un ambiente hostil por parte de la tribu Bora, tras la visita de uno de sus integrantes a Chile. Algunos de los puntos más importantes del comunicado fue: El docureality Amazonas sigue su curso normal, faltando aún por grabar la gran final, tal como estaba diseñado al inicio de la producción.[21][22][23][24][25] Antes de su salida del país, algunos participantes recibieron insultos.[26][27]